# Rhadinodonta maculata
Rhadinodonta maculata là một loài tò vò trong họ Ichneumonidae.